# Universidad médica de Tokio
La Universidad médica de Tokio (en japonés: 東京医科大学) es una de las escuelas de medicina establecidas en Japón antes de la guerra. De acuerdo con la política de la nación para la educación médica, la universidad privada tiene un plan de estudios médicos de 6 años que ofrece los estudios preclínicos y clínicos para otorgar un título de licenciatura o postgrado con la que los estudiantes de medicina estén capacitados para el examen nacional de licencias médicas. También tiene su centro de postgrados ("la escuela de postgrado", o Daigakuin, en el término japonés), que ofrece un Phd.
Varios hospitales de tercer nivel de enseñanza están afiliados a la universidad como el Hospital de la Universidad Médica de Tokio. Fundado en 1931, este hospital tiene 1.091 camas, con un personal médico de cerca de 1.800 personas, se encuentra en el nuevo centro de Tokio.